# 克鲁西人
克鲁西人是公元前1世纪至公元1世纪居住在今德国西北部平原和森林地区的古日耳曼人部落。罗马来源称克鲁西人认为本部落与赫尔米诺人有共同祖先。罗马帝国奥古斯都时期，克鲁西人曾与罗马人结盟，并送部落酋长之子前往罗马接受教育并辅助罗马军队作战。克鲁西部落酋长阿米尼乌斯在公元9年条顿堡森林战役中伏击并消灭了3个罗马军团。此后，阿米尼乌斯因部落内乱和罗马人的反击而未进一步损害罗马。公元88年左右，克鲁西人被其他部落击败后在历史上消失。